# Built to Last (HammerFall)
Built To Last è il decimo album in studio del gruppo musicale heavy metal svedese HammerFall, pubblicato nel 2016, il primo sotto l'etichetta Napalm Records

## Tracce
1. Bring It! – 4:19
2. Hammer High – 4:38
3. The Sacred Vow – 4:12
4. Dethrone and Defy – 5:11
5. Twilight Princess – 5:04
6. Stormbreaker – 4:52
7. Built to Last – 3:53
8. The Star of Home – 4:47
9. New Breed – 5:02
10. Second to None – 5:30

## Formazione
- Joacim Cans - voce, cori
- Oscar Dronjak - chitarre, tastiere, cori
- Pontus Norgren - chitarre, cori
- Fredrik Larsson - basso, cori
- David Wallin - batteria